# Andrzej Precigs
Andrzej Cezary Precigs (22 tháng 8 năm 1949 – 26 tháng 8 năm 2023) là một diễn viên điện ảnh, diễn viên sân khấu, diễn viên lồng tiếng, đạo diễn lồng tiếng và chính trị gia địa phương người Ba Lan.
Andrzej Cezary Precigs tốt nghiệp khoa diễn xuất tại Học viện điện ảnh Quốc gia ở Łódź vào năm 1972. Cùng năm đó, ông ra mắt công chúng lần đầu với vai diễn Walek-Walenty trong vở kịch "Toruń" của đạo diễn Stefan Żeromski  tại Nhà hát Ludwik Solski ở Tarnów. Ông đã theo biểu diễn tại nhà hát này cho đến năm 1974. Sau đó, Andrzej Cezary Precigs biểu diễn tại nhiều nhà hát khác nhau, cụ thể: Nhà hát Stefan Jaracz ở Łódź (1974-1978), Nhà hát 77 Redut (1978-1980), Nhà hát Ba Lan ở Warsaw (1981-1982), Nhà hát Targowek (1982-1987)) và Nhà hát mới ở Warsaw (1987-1996). Bộ phim đầu tiên Andrzej Cezary Precigs tham gia diễn xuất là phim hài 150 per hour vào năm 1971 với vai trò diễn viên khách mời. Từ đó, ông bắt đầu diễn xuất trong nhiều phim truyền hình và phim điện ảnh khác nhau. Trong những năm sau này, Andrzej Cezary Precigs cũng thử sức ở vai trò đạo diễn lồng tiếng.

## Danh mục
- Andrzej Precigs on filmweb.pl (pol.)
- Andrzej Precigs on filmpolski.pl (pol.)
- Andrzej Precigs on e-teatr.pl (pol.) (pol.)